# Cròtal
|  | Aquest article tracta sobre la serp verinosa. Si cerqueu altres significats, vegeu «cròtal (desambiguació)». |

El cròtal o serp de cascavell és un tipus de serp pertanyent al gènere Crotalus inclòs a la subfamília dels crotalins dins de la família dels vipèrids. Són serps verinoses i endèmiques del continent americà, des del sud-est del Canadà al nord de l'Argentina. Totes les espècies menys una, C. catalinensis, són fàcilment identificades pel seu característic cascavell a la punta de la cua. Cal no confondre aquest gènere amb la més petita espècie del gènere Sistrurus, que també té un cascavell, però no tan desenvolupat. S'han reconegut 29 espècies de serps de cascavell.

## Morfologia
| Cascavell        |
|                  |
| So del cascavell |
|                  |

La serp de cascavell és reconeguda com la serp més llarga i verinosa d'Amèrica del Nord. Algunes espècies poden assolir fins a 2,65 m de llarg i 4 kg de pes. Segons l'espècie concreta, tenen un cos més o menys compacte. El seu cap és més aviat pla i es distingeix clarament del coll. El centre del cos està envoltat d'escates que es col·loquen en 21-29 files. El color de fons d'aquesta família va de groguenc a verdós, vermellós a marró i fins i tot negre. Una filera de taques fosques de forma romboèdrica passa per l'esquena i els laterals.
Normalment viuen en boscos sorrencs i en zones costaneres. La seva pell amb cercles grocs marcada al centre per taques negres amb forma de diamant fa que aquest tipus de rèptil sigui el més vistós d'Amèrica del Nord. El cap és segons la subespècie generalment unicolor encara que porta una banda més fosca des de la templa fins a la boca. La cua sol tenir anells alternants més clars i més foscos. Per sota, el color de la serp sol ser més clar i clapejat.
El cascavell el formen uns estoigs cornis de l'extrem de la cua que en cas de perill els permeten emetre un so d'avís per tal de protegir la serp del risc de ser trepitjada pels grans mamífers. Amb cada muda de pell s'afegeix un cèrcol més a aquest cascavell, la qual cosa permet estimar l'edat dels exemplars més joves. Tanmateix amb els anys i depenent de la duresa de l'entorn, els cèrcols més vells tendeixen a caure i rarament es troben exemplars amb més de 7 o 8.

## Ecologia
Els cròtals són animals molt temperamentals, el caràcter pot variar molt amb els individus. Sovint són fàcilment excitables però fins i tot els exemplars aparentment tranquils poden atacar bruscament sense previ avís, per això s'aconsella màxima precaució. Només ataquen per defensar-se. En situacions de perill aquestes serps se solen enrotllar i posar el coll en forma de "S" per poder atacar més veloçment. Amb la seva cua emeten un so d'avís. Aquesta serp no està en perill d'extinció, però la matança indiscriminada i la pèrdua del seu hàbitat poden fer decréixer el seu nombre fins a l'estat de perill d'extinció.

## Seguretat
El verí d'aquests animals és molt fort. Destrueix els glòbuls vermells de la sang i fa penetrables els vasos sanguinis. Així afecta el teixit corporal i a la circulació. Les seves picades són tremendament doloroses i poden ser fatals per a un humà. Per sort, existeix un antiverí, que actua amb eficàcia, evitant en la majoria dels casos la mort de l'afectat. La majoria de les picades ocorren quan s'intenten caçar o matar aquestes serps. Aquestes poden mossegar en una zona la longitud de la qual és un terç de la del seu cos.

## Taxonomia
- C. adamanteus (Palisot de Beauvois, 1799), sud-est dels Estats Units
- C. aquilus (Klauber, 1952), altiplans de Mèxic central
- C. atrox (Baird & Girard, 1853), sud-oest dels Estats Units i nord de Mèxic
- C. basiliscus (Cope, 1864), Mèxic occidental
- C. catalinensis (Cliff, 1954), Mèxic, Isla Catalana
- C. cerastes (Hallowell, 1854), sud-oest dels Estats Units
- C. durissus (Linnaeus, 1758), de Mèxic al nord de l'Argentina
- C. enyo (Cope, 1861), oest de Mèxic
- C. horridus (Linnaeus, 1758), est dels Estats Units
- C. intermedius (Troschel, 1865), Mèxic
- C. lannomi (Tanner, 1966), oest de Mèxic
- C. lepidus (Kennicott, 1861), sud-oest dels Estats Units i nord de Mèxic Central
- C. mitchellii (Cope, 1861), sud-oest dels Estats Units i Baixa Califòrnia, Mèxic
- C. molossus (Baird & Girard, 1853), sud-oest dels Estats Units i Mèxic
- C. oreganus (Holbrook, 1840)
- C. polystictus (Cope, 1865), centre de Mèxic
- C. pricei (Van Denburgh, 1895), sud-oest dels Estats Units i nord de Mèxic
- C. pusillus (Klauber, 1952), Mèxic oest-central
- C. ruber (Copera, 1892)
- C. scutulatus (Kennicott, 1861), sud-oest dels Estats Units i Mèxic
- C. simus (Latreille, 1801), Mèxic, Amèrica
- C. stejnegeri (Dunn, 1919), oest de Mèxic
- C. tigris (KennicottinBaird, 1859), sud-oest dels Estats Units i nord-oest de Mèxic
- C. tortugensis (Van Denburgh & Slevin, 1921), Illa Tortuga (Mèxic)
- C. totonacus (Gloyd & Kauffeld, 1940), Mèxic
- C. transversus (Taylor, 1944), centre de Mèxic
- C. triseriatus (Wagler, 1830), centre de Mèxic
- C. viridis (Rafinesque, 1818), sud-oest del Canadà, oest dels Estats Units i nord de Mèxic
- C. willardi (Meek, 1905), muntanyes del sud-oest dels Estats Units i nord-oest de Mèxic